# Kabala
Kabala (hebrejsko קַבָּלָה, tiberijsko qabːɔˈlɔh, Qabbālāh)  dobesedno pomeni »prejemanje«,  včasih pa je prečrkovana kot Cabala, Kabbala, Kabbalah, Qabalah ali drugače. Kabala je z mistiko prežeta ezoterična smer oz. z okultno razlago prežet judovski filozofski in verski nauk, po katerem je iz desetih božanskih bitij nastal svet. Sam izraz kabala je pogosto povezovan tudi s pojmoma skrivnost ali nerazumljivost.
Sodobni kabalist Baal HaSulam je podal naslednjo definicijo modrosti kabale: ta modrost ni nič več in nič manj kot zaporedje korenov, ki se razvijajo navzdol po načelu vzroka in posledice na osnovi nespremenljivih in natančnih pravil, ter se prepletajo v eden in vzvišen cilj, ki ga lahko opišemo kot " Razodetje Njegovega Božanstva Njegovim stvaritvam na tem svetu."
Kabalo od obdobja srednjega veka prakticira veliko ortodoksnih Judov. Po njihovih trditvah intimno razumevanje in obvladovanje kabale človeško duhovnost približuje bogu, posledično pa človeku omogoči večji vpogled v skrivnosti božjih stvaritev.  